# Aymen Belaïd
Pour les articles homonymes, voir Belaïd.
Aymen Belaïd (arabe : أيمن بلعيد), né le 2 janvier 1989 à Paris, est un footballeur franco-tunisien qui évolue au poste de latéral gauche.
Son frère Tijani est également footballeur.

## Biographie

### En club
Avec le club tunisien de l'Étoile sportive du Sahel, il participe à la Ligue des champions d'Afrique et à la Coupe de la confédération.

### En équipe nationale
Il reçoit deux sélections en équipe de Tunisie lors de l'année 2012.